# استان ازمیر
استان اِزمیر یکی از استان‌های ترکیه در غرب آناتولی است. مرکز آن شهر ازمیر است. این استان دارای موقعیت ممتاز تجاری و صنعتی و بندری است. همچنین همه ساله میزبان تعداد زیادی نمایشگاه و کنگره‌های مختلف صنعتی، تجاری و علمی است.
کارخانه‌های متعدد چرم، نساجی و شیمیایی در این استان قرار دارند. دانشگاه اژه و دانشگاه دوکوز ایلول آنرا به ناحیه دانشجویی تبدیل نموده‌است. همچنین بیشترین زیتون ترکیه در این ناحیه تولید می‌شود. سراسر جنوب ازمیر دارای سواحل زیبای ماسه‌ای و آثار تاریخی متعدد از دوره‌های پیشین همانند شهر تاریخی افسوس، سالانه میلیون‌ها گردشگر را بخود جذب می‌کند.

## جغرافیا
این استان خلیج ازمیر را دربر گرفته‌است. وسعت این استان ۱۱۹۷۳ و جمعیت ۳٬۷۶۹٬۰۰۰ نفر (۲۰۰۷) است. رودخانه‌های مهم آن قوجاچای، بکیرچای و کوچوک مندرس هستند.

## شهرستان‌ها
ایالت ازمیر به ۲۸ شهرستان تقسیم شده:

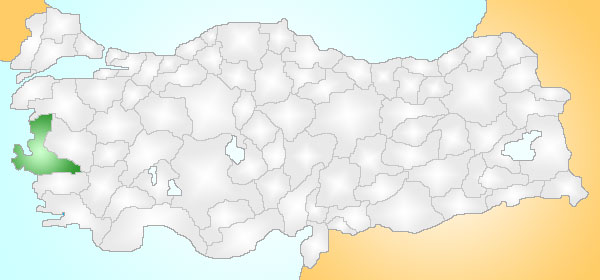
استان ازمیر.

| - علیاگا - Balçova - Bayındır - برگاما - Beydağ - Bornova - Buca - چشمه - Çiğli - دیکیلی - فوچا - Gaziemir - Güzelbahçe - Karaburun | - Karşıyaka - Kemalpaşa - کینیک - Kiraz - Konak - Menderes - Menemen - Narlidere - اوده‌میش - Seferihisar - سلجوک - Tire - Torbalı - Urla |